# Коидзуми, Хироси
Хироси Коидзуми (яп. 小泉 博, 12 августа 1926 — 31 мая 2015) — японский актёр. Сыграл более девяноста ролей в кино, но играл и в театре. Обычно играл учёных, хотя в фильме «Late Chrysanthemums» (1954) исполнил роль молодого и сильного парня, женившегося на старой богатой женщине, чтобы вырваться из трущоб. Хироси Коидзуми снялся во многих фильмах из серии «Годзилла».

## Избранная фильмография
- Поздняя хризантема[англ.] (1954)
- Годзилла снова нападает (1955)
- Прощание с женщиной по имени Моя сестра[англ.] (1957)
- Песнь невесте[англ.] (1958)
- Мотра (1961)
- Матанго[англ.] (1963)
- Атрагон: Летающая суперсубмарина (1963)
- Годзилла против Мотры (1964)
- Догора, космический монстр[англ.] (1964) — Кирино[3]
- Гидора, трёхголовый монстр(1964)
- Годзилла против Мехагодзиллы(1974)
- Годзилла(1984)
- Годзилла, Мотра, Мехагодзилла: Спасите Токио(2003)